# Parallelia glaphyra
Parallelia glaphyra là một loài bướm đêm trong họ Erebidae.